# Wereldbeker mountainbike 2009
De Wereldbeker mountainbike 2009 was een internationale wedstrijdcyclus voor mountainbikers. Er werd gestreden in drie disciplines: cross-country (XC), downhill (DH) en four cross (4X).

## Cross Country

### Mannen

#### Kalender en podia
| Nr. | Datum      | Locatie          | Eerste               | Tweede               | Derde                  | Leider in het klassement |
| --- | ---------- | ---------------- | -------------------- | -------------------- | ---------------------- | ------------------------ |
| 1.  | 11/04/2009 | Pietermaritzburg | José Antonio Hermida | Julien Absalon       | Burry Stander          | José Antonio Hermida     |
| 2.  | 26/04/2009 | Offenburg        | Julien Absalon       | Wolfram Kurschat     | Jean-Christophe Péraud | Julien Absalon           |
| 3.  | 03/05/2009 | Houffalize       | Julien Absalon       | Wolfram Kurschat     | Ralph Näf              | Julien Absalon           |
| 4.  | 24/05/2009 | Madrid           | Julien Absalon       | Ralph Näf            | Moritz Milatz          | Julien Absalon           |
| 5.  | 26/07/2009 | Mont-Sainte-Anne | Julien Absalon       | José Antonio Hermida | Geoff Kabush           | Julien Absalon           |
| 6.  | 02/08/2009 | Bromont          | Geoff Kabush         | José Antonio Hermida | Ralph Näf              | Julien Absalon           |
| 7.  | 13/09/2009 | Champéry         | Burry Stander        | Julien Absalon       | Ralph Näf              | Julien Absalon           |
| 8.  | 19/09/2009 | Schladming       | José Antonio Hermida | Rubén Ruzafa         | Mathias Flückiger      | Julien Absalon           |

### Vrouwen

#### Kalender en podia
| Nr. | Datum      | Locatie          | Eerste            | Tweede               | Derde             | Leidster in het klassement |
| --- | ---------- | ---------------- | ----------------- | -------------------- | ----------------- | -------------------------- |
| 1.  | 11/04/2009 | Pietermaritzburg | Elisabeth Osl     | Irina Kalentjeva     | Lene Byberg       | Elisabeth Osl              |
| 2.  | 26/04/2009 | Offenburg        | Chengyuan Ren     | Margarita Fullana    | Lene Byberg       | Elisabeth Osl              |
| 3.  | 03/05/2009 | Houffalize       | Margarita Fullana | Catharine Pendrel    | Ren Chengyuan     | Margarita Fullana          |
| 4.  | 24/05/2009 | Madrid           | Margarita Fullana | Marie-Hélène Prémont | Lene Byberg       | Margarita Fullana          |
| 5.  | 26/07/2009 | Mont-Sainte-Anne | Catharine Pendrel | Irina Kalentjeva     | Kateřina Nash     | Margarita Fullana          |
| 6.  | 02/08/2009 | Bromont          | Lene Byberg       | Irina Kalentjeva     | Catharine Pendrel | Lene Byberg                |
| 7.  | 13/09/2009 | Champéry         | Elisabeth Osl     | Anna Szafraniec      | Lene Byberg       | Elisabeth Osl              |
| 8.  | 19/09/2009 | Schladming       | Elisabeth Osl     | Lene Byberg          | Catharine Pendrel | Elisabeth Osl              |

### Uitslagen

#### #1 –Pietermaritzburg(11 april)
| Mannen Elite |                      |                             |          |
| Plaats       | Naam                 | Ploeg                       | Tijd     |
| Winnaar      | José Antonio Hermida | Multivan Merida Biking Team | 1u55'03" |
| 2            | Julien Absalon       | Orbea                       | +00' 32" |
| 3            | Burry Stander        | Specialized Factory Racing  | +00' 52" |
| 4            | Christoph Sauser     | Specialized Factory Racing  | +01' 17" |
| 5            | Wolfram Kurschat     | Topeak Ergon Racing Team    | +01' 20" |

| Vrouwen Elite |                   |                            |          |
| Plaats        | Naam              | Ploeg                      | Tijd     |
| Winnaar       | Elisabeth Osl     | Central Ghost Pro Team     | 1u40'50" |
| 2             | Irina Kalentieva  | Topeak Ergon Racing Team   | +02' 07" |
| 3             | Lene Byberg       | Specialized Factory Racing | +02' 46" |
| 4             | Margarita Fullana | Massi                      | +03' 58" |
| 5             | Mary McConneloug  | Kenda/Seven/NoTubes        | +04' 24" |

#### #2 –Offenburg(26 april)
| Mannen Elite |                        |                             |          |
| Plaats       | Naam                   | Ploeg                       | Tijd     |
| Winnaar      | Julien Absalon         | Orbea                       | 1u49'26" |
| 2            | Wolfram Kurschat       | Topeak Ergon Racing Team    | +01' 09" |
| 3            | Jean-Christophe Peraud | Massi                       | +02' 24" |
| 4            | Burry Stander          | Specialized Factory Racing  | +01' 32" |
| 5            | Ralph Näf              | Multivan Merida Biking Team | +01' 54" |

| Vrouwen Elite |                   |                            |          |
| Plaats        | Naam              | Ploeg                      | Tijd     |
| Winnaar       | Chengyuan Ren     | China                      | 1u49'56" |
| 2             | Margarita Fullana | Massi                      | +00' 49" |
| 3             | Lene Byberg       | Specialized Factory Racing | +01' 24" |
| 4             | Irina Kalentieva  | Topeak Ergon Racing Team   | +01' 37" |
| 5             | Elisabeth Osl     | Central Ghost Pro Team     | +01' 51" |

#### #3 –Houffalize(3 mei)
| Mannen Elite |                        |                             |          |
| Plaats       | Naam                   | Ploeg                       | Tijd     |
| Winnaar      | Julien Absalon         | Orbea                       | 1u51'34" |
| 2            | Wolfram Kurschat       | Topeak Ergon Racing Team    | +00' 15" |
| 3            | Ralph Näf              | Multivan Merida Biking Team | +00' 52" |
| 4            | Burry Stander          | Specialized Factory Racing  | +01' 15" |
| 5            | Jean-Christophe Peraud | Massi                       | +01' 26" |

| Vrouwen Elite |                   |                        |          |
| Plaats        | Naam              | Ploeg                  | Tijd     |
| Winnaar       | Margarita Fullana | Massi                  | 1u25'01" |
| 2             | Catharine Pendrel | Luna Pro Team          | +00' 14" |
| 3             | Chengyuan Ren     | China                  | +00' 46" |
| 4             | Eva Lechner       | Colnago Cap Arreghini  | +01' 58" |
| 5             | Elisabeth Osl     | Central Ghost Pro Team | +02' 17" |

#### #4 –Madrid(24 mei)
| Mannen Elite |                |                             |          |
| Plaats       | Naam           | Ploeg                       | Tijd     |
| Winnaar      | Julien Absalon | Orbea                       | 1u44'32" |
| 2            | Ralph Näf      | Multivan Merida Biking Team | +01' 06" |
| 3            | Moritz Milatz  | Multivan Merida Biking Team | +01' 59" |
| 4            | Marco Fontana  | Cannondale Factory Racing   | +02' 00" |
| 5            | Nino Schurter  | Scott-Swisspower MTB        | +02' 02" |

| Vrouwen Elite |                      |                            |          |
| Plaats        | Naam                 | Ploeg                      | Tijd     |
| Winnaar       | Margarita Fullana    | Massi                      | 1u28'24" |
| 2             | Marie-Hélène Prémont | Team Maxxis-RMB            | +00' 04" |
| 3             | Lene Byberg          | Specialized Factory Racing | +00' 15" |
| 4             | Sabine Spitz         | Central Ghost Pro Team     | +02' 17" |
| 5             | Catharine Pendrel    | Luna Pro Team              | +02' 19" |

#### #5 –Mont-Sainte-Anne(26 juli)
| Mannen Elite |                      |                             |          |
| Plaats       | Naam                 | Ploeg                       | Tijd     |
| Winnaar      | Julien Absalon       | Orbea                       | 2u06'05" |
| 2            | José Antonio Hermida | Multivan Merida Biking Team | +00' 32" |
| 3            | Geoff Kabush         | Team Maxxis-RMB             | +02' 48" |
| 4            | Ralph Näf            | Multivan Merida Biking Team | +04' 50" |
| 5            | Burry Stander        | Specialized Factory Racing  | +05' 42" |

| Vrouwen Elite |                   |                            |          |
| Plaats        | Naam              | Ploeg                      | Tijd     |
| Winnaar       | Catharine Pendrel | Luna Pro Team              | 1u37'42" |
| 2             | Irina Kalentieva  | Topeak Ergon Racing Team   | +01' 31" |
| 3             | Kateřina Nash     | Luna Pro Team              | +01' 49" |
| 4             | Lene Byberg       | Specialized Factory Racing | +02' 09" |
| 5             | Willow Koerber    | Subaru / Gary Fisher       | +02' 26" |

#### #6 –Bromont(2 augustus)
| Mannen Elite |                      |                             |          |
| Plaats       | Naam                 | Ploeg                       | Tijd     |
| Winnaar      | Geoff Kabush         | Team Maxxis-RMB             | 1u52'39" |
| 2            | José Antonio Hermida | Multivan Merida Biking Team | +01' 31" |
| 3            | Ralph Näf            | Multivan Merida Biking Team | +01' 51" |
| 4            | Florian Vogel        | Scott-Swisspower MTB        | +02' 10" |
| 5            | Lukas Flückiger      | Trek World Racing           | +02' 22" |

| Vrouwen Elite |                   |                            |          |
| Plaats        | Naam              | Ploeg                      | Tijd     |
| Winnaar       | Lene Byberg       | Specialized Factory Racing | 1u45'58" |
| 2             | Irina Kalentieva  | Topeak Ergon Racing Team   | +02' 35" |
| 3             | Catharine Pendrel | Luna Pro Team              | +03' 13" |
| 4             | Elisabeth Osl     | Central Ghost Pro Team     | +03' 31" |
| 5             | Mary McConneloug  | Kenda/Seven/NoTubes        | +03' 50" |

#### #7 –Champéry(13 september)
| Mannen Elite |                   |                             |          |
| Plaats       | Naam              | Ploeg                       | Tijd     |
| Winnaar      | Burry Stander     | Specialized Factory Racing  | 1u41'06" |
| 2            | Julien Absalon    | Orbea                       | +00' 15" |
| 3            | Ralph Näf         | Multivan Merida Biking Team | +00' 24" |
| 4            | Lukas Flückiger   | Trek World Racing           | +00' 28" |
| 5            | Mathias Flückiger | Trek World Racing           | +00' 41" |

| Vrouwen Elite |                 |                            |          |
| Plaats        | Naam            | Ploeg                      | Tijd     |
| Winnaar       | Elisabeth Osl   | Central Ghost Pro Team     | 1u39'39" |
| 2             | Anna Szafraniec | JBG-2 Professional         | +00' 54" |
| 3             | Lene Byberg     | Specialized Factory Racing | +01' 23" |
| 4             | Eva Lechner     | Colnago Cap Arreghini      | +02' 18" |
| 5             | Katrin Leumann  |                            | +02' 27" |

#### #8 –Schladming(20 september)
| Mannen Elite |                      |                             |          |
| Plaats       | Naam                 | Ploeg                       | Tijd     |
| Winnaar      | José Antonio Hermida | Multivan Merida Biking Team | 1u40'42" |
| 2            | Rubén Ruzafa         | Orbea                       | +00' 30" |
| 3            | Mathias Flückiger    | Trek World Racing           | +01' 26" |
| 4            | Nino Schurter        | Scott-Swisspower MTB        | +01' 52" |
| 5            | Alexis Vuillermoz    | Team Lapierre International | +01' 58" |

| Vrouwen Elite |                      |                            |          |
| Plaats        | Naam                 | Ploeg                      | Tijd     |
| Winnaar       | Elisabeth Osl        | Central Ghost Pro Team     | 1u19'10" |
| 2             | Lene Byberg          | Specialized Factory Racing | +01' 05" |
| 3             | Catharine Pendrel    | Luna Pro Team              | +01' 13" |
| 4             | Anna Szafraniec      | JBG-2 Professional         | +01' 41" |
| 5             | Marie-Hélène Prémont | Team Maxxis-RMB            | +01' 53" |

### Eindklassementen
| Mannen Elite |                        |                             |        |
| Plaats       | Naam                   | Ploeg                       | Punten |
| Goud         | Julien Absalon         | Orbea                       | 1472   |
| Zilver       | José Antonio Hermida   | Multivan Merida Biking Team | 1190   |
| Brons        | Burry Stander          | Specialized Factory Racing  | 1166   |
| 4            | Ralph Näf              | Multivan Merida Biking Team | 970    |
| 5            | Nino Schurter          | Scott-Swisspower MTB        | 859    |
| 6            | Wolfram Kurschat       | Topeak Ergon Racing Team    | 796    |
| 7            | Lukas Flückiger        | Trek World Racing           | 794    |
| 8            | Geoff Kabush           | Team Maxxis-RMB             | 741    |
| 9            | Jean-Christophe Peraud | Massi                       | 720    |
| 10           | Roel Paulissen         | Cannondale Factory Racing   | 663    |

| Vrouwen Elite |                      |                            |        |
| Plaats        | Naam                 | Ploeg                      | Punten |
| Goud          | Elisabeth Osl        | Central Ghost Pro Team     | 1440   |
| Zilver        | Lene Byberg          | Specialized Factory Racing | 1325   |
| Brons         | Catharine Pendrel    | Luna Pro Team              | 1135   |
| 4             | Irina Kalentieva     | Topeak Ergon Racing Team   | 1070   |
| 5             | Margarita Fullana    | Massi                      | 912    |
| 6             | Marie-Hélène Prémont | Team Maxxis-RMB            | 813    |
| 7             | Katrin Leumann       |                            | 694    |
| 8             | Anna Szafraniec      | JBG-2 Professional         | 686    |
| 9             | Sabine Spitz         | Central Ghost Pro Team     | 680    |
| 10            | Mary McConneloug     | Kenda/Seven/NoTubes        | 664    |

## Downhill

### Mannen

#### Kalender en podia
| Nr. | Datum      | Locatie          | Eerste       | Tweede | Derde | Leider in het klassement |
| --- | ---------- | ---------------- | ------------ | ------ | ----- | ------------------------ |
| 1.  | 12/04/2009 | Pietermaritzburg | Greg Minnaar |        |       |                          |
| 2.  | 10/05/2009 | La Bresse        | Steve Peat   |        |       |                          |
| 3.  | 17/05/2009 | Vallnord         | Steve Peat   |        |       |                          |
| 4.  | 07/06/2009 | Fort William     | Greg Minnaar |        |       |                          |
| 5.  | 21/06/2009 | Maribor          | Fabien Barel |        |       |                          |
| 6.  | 25/07/2009 | Mont-Sainte-Anne | Sam Hill     |        |       |                          |
| 7.  | 01/08/2009 | Bromont          | Greg Minnaar |        |       |                          |
| 8.  | 20/09/2009 | Schladming       | Sam Hill     |        |       | Sam Hill                 |

### Vrouwen

#### Kalender en podia
| Nr. | Datum      | Locatie          | Eerste          | Tweede | Derde | Leidster in het klassement |
| --- | ---------- | ---------------- | --------------- | ------ | ----- | -------------------------- |
| 1.  | 12/04/2009 | Pietermaritzburg | Tracy Moseley   |        |       |                            |
| 2.  | 10/05/2009 | La Bresse        | Sabrina Jonnier |        |       |                            |
| 3.  | 17/05/2009 | Vallnord         | Sabrina Jonnier |        |       |                            |
| 4.  | 07/06/2009 | Fort William     | Sabrina Jonnier |        |       |                            |
| 5.  | 21/06/2009 | Maribor          | Sabrina Jonnier |        |       |                            |
| 6.  | 25/07/2009 | Mont-Sainte-Anne | Sabrina Jonnier |        |       |                            |
| 7.  | 01/08/2009 | Bromont          | Sabrina Jonnier |        |       |                            |
| 8.  | 20/09/2009 | Schladming       | Tracy Moseley   |        |       | Sabrina Jonnier            |

### Eindklassementen
| Mannen Elite |                    |                            |        |
| Plaats       | Naam               | Ploeg                      | Punten |
| Goud         | Samuel Hill        | Monster Energy-Specialized | 1469   |
| Zilver       | Greg Minnaar       | Santa Cruz Syndicate       | 1349   |
| Brons        | Steve Peat         | Santa Cruz Syndicate       | 1258   |
| 4            | Gee Atherton       | Animal Commencal           | 1166   |
| 5            | Michael Hannah     | GT Bicycles                | 990    |
| 6            | Justin Leov        | Trek World Racing          | 838    |
| 7            | Samuel Blenkinsop  | Yeti Fox Shox Factory      | 828    |
| 8            | Brendan Fairclough | Monster Energy-Specialized | 810    |
| 9            | Aaron Gwin         | Yeti Fox Shox Factory      | 770    |
| 10           | Fabien Barel       | Subaru MTB Pro             | 725    |

| Vrouwen Elite |                     |                            |        |
| Plaats        | Naam                | Ploeg                      | Punten |
| Goud          | Sabrina Jonnier     | Team Maxxis-RMB            | 1767   |
| Zilver        | Tracy Moseley       | Trek World Racing          | 1355   |
| Brons         | Emmeline Ragot      | Suspension Center          | 1335   |
| 4             | Floriane Pugin      | Iron Horse-Kenda-Playbiker | 1114   |
| 5             | Céline Gros         | Morzine-Avoriaz 74         | 1010   |
| 6             | Mio Suemasa         | Japan                      | 950    |
| 7             | Myriam Nicole       |                            | 607    |
| 8             | Fionn Griffiths     | Norco World Team           | 532    |
| 9             | Claire Buchar       | Chain Reaction Cycles      | 510    |
| 10            | Emilie Siegenthaler | Scott 11                   | 484    |

## Four Cross

### Mannen

#### Kalender en podia
| Nr. | Datum      | Locatie          | Eerste        | Tweede | Derde | Leider in het klassement |
| --- | ---------- | ---------------- | ------------- | ------ | ----- | ------------------------ |
| 1.  | 11/04/2009 | Pietermaritzburg | Jared Graves  |        |       |                          |
| 2.  | 02/05/2009 | Houffalize       | Jared Graves  |        |       |                          |
| 3.  | 16/05/2009 | Vallnord         | Joost Wichman |        |       |                          |
| 4.  | 06/06/2009 | Fort William     | Jared Graves  |        |       |                          |
| 5.  | 20/06/2009 | Maribor          | Joost Wichman |        |       |                          |
| 6.  | 25/07/2009 | Mont-Sainte-Anne | Jared Graves  |        |       |                          |
| 7.  | 01/08/2009 | Bromont          | Joost Wichman |        |       |                          |
| 8.  | 19/09/2009 | Schladming       | Jared Graves  |        |       | Jared Graves             |

### Vrouwen

#### Kalender en podia
| Nr. | Datum      | Locatie          | Eerste            | Tweede | Derde | Leidster in het klassement |
| --- | ---------- | ---------------- | ----------------- | ------ | ----- | -------------------------- |
| 1.  | 11/04/2009 | Pietermaritzburg | Anneke Beerten    |        |       |                            |
| 2.  | 02/05/2009 | Houffalize       | Jill Kintner      |        |       |                            |
| 3.  | 16/05/2009 | Vallnord         | Fionn Griffiths   |        |       |                            |
| 4.  | 06/06/2009 | Fort William     | Jill Kintner      |        |       |                            |
| 5.  | 20/06/2009 | Maribor          | Caroline Buchanan |        |       |                            |
| 6.  | 25/07/2009 | Mont-Sainte-Anne | Anneke Beerten    |        |       |                            |
| 7.  | 01/08/2009 | Bromont          | Fionn Griffiths   |        |       |                            |
| 8.  | 19/09/2009 | Schladming       | Anneke Beerten    |        |       | Anneke Beerten             |

### Eindklassementen
| Mannen Elite |                        |                            |        |
| Plaats       | Naam                   | Ploeg                      | Punten |
| Goud         | Jared Graves           | Yeti Fox Shox Factory      | 802    |
| Zilver       | Joost Wichman          |                            | 551    |
| Brons        | Romain Saladini        | Team Sunn                  | 431    |
| 4            | Roger Rinderknecht     | GT Bicycles                | 378    |
| 5            | Dan Atherton           | Animal Commencal           | 341    |
| 6            | Michal Prokop          |                            | 270    |
| 7            | Rafael Álvarez de Lara | Specialized Factory Racing | 240    |
| 8            | Tomáš Slavík           |                            | 235    |
| 9            | Johannes Fischbach     | Ghost ATG Pro Team         | 145    |
| 10           | Guido Tschugg          | Ghost ATG Pro Team         | 133    |

| Vrouwen Elite |                   |                   |        |
| Plaats        | Naam              | Ploeg             | Punten |
| Goud          | Anneke Beerten    | Suspension Center | 580    |
| Zilver        | Fionn Griffiths   | Norco World Team  | 400    |
| Brons         | Jill Kintner      |                   | 400    |
| 4             | Melissa Buhl      |                   | 235    |
| 5             | Jana Horaková     |                   | 205    |
| 6             | Caroline Buchanan |                   | 185    |
| 7             | Anita Molcik      |                   | 125    |
| 8             | Romana Labounková |                   | 120    |
| 9             | Emmeline Ragot    | Suspension Center | 110    |
| 10            | Joanna Petterson  |                   | 90     |